# Klaus Pörtl
Klaus Pörtl (* 12. Mai 1938 in Budweis, Tschechoslowakei) ist ein deutscher Romanist, insbesondere Hispanist, Lusitanist und Lateinamerikanist. Er war von 1978 bis 2003 Professor für Romanische Philologie mit besonderer Berücksichtigung der Hispanistik an der Johannes Gutenberg-Universität Mainz.

## Leben
Der als Sohn von Elisabeth Pörtl, geborene Rieger, und des Juristen Karl Pörtl 1938 im tschechischen Budweis geborene Klaus Pörtl besuchte Gymnasien in Weiden in der Oberpfalz, Nürnberg und München. Von 1959 bis 1962 absolvierte er eine Schauspielausbildung an der Schauspielschule Oscar von Schab. Von 1959 bis 1965 studierte er Romanistik, Germanistik und Geschichte in München und Madrid. Nach der Promotion zum Doktor der Philosophie 1965 war er 1966 Verlagslektor bei der Wissenschaftlichen Buchgesellschaft. Von 1967 bis 1971 war er DAAD-Lektor an der Universidad de Navarra. Von 1971 bis 1975 war er Assistent bzw. Assistenzprofessor am Fachbereich Angewandte Sprachwissenschaft der Universität Mainz in Germersheim. Nach der Habilitation 1975 an der Johannes Gutenberg-Universität Mainz mit Venia Legendi für Romanische Philologie mit besonderer Berücksichtigung der Hispanistik lehrte er dort von 1976 bis 1978 als Privatdozent.
Von 1978 bis zu seiner Emeritierung 2003 war Pörtl als Universitätsprofessor für Romanische Philologie mit besonderer Berücksichtigung der Hispanistik in Germersheim, ab 1990 in der Nachfolge von Dietrich Briesemeister, tätig. Von 1979 bis 1981 war er Dekan am Fachbereich Angewandte Sprachwissenschaft und von 1985 bis 1990 Vizepräsident für Studium und Lehre der Universität Mainz.
2017 wurde er als ordentliches Mitglied der Geisteswissenschaftlichen Klasse in die Sudetendeutsche Akademie der Wissenschaften und Künste berufen.
Seine Forschungsgebiete sind die Hispanistik, Lateinamerikanistik und Lusitanistik. Er forschte zu Themens des Theaters in Spanien, Portugal und Lateinamerika im 20. Jahrhundert, Literatur des 20. Jahrhunderts in Spanien, Lateinamerika und Portugal, Literatur des Siglo de Oro und des 19. Jahrhunderts in Spanien. Weiteres Forschungsgebiet ist das portugiesische Theater im 20. Jahrhundert.
Unter dem Künstlernamen Klaus R. Walter ist er Mitglied des Ensembles der Volksbühne Neubiberg-Ottobrunn.
Klaus Pörtl ist katholisch und hatte 1966 Georgine Eisendorfer geheiratet. Aus der Ehe gingen die Kinder Stefan und Nicola hervor.

## Schriften (Auswahl)
- Die Satire im Theater Benaventes von 1896 bis 1907. München 1966, OCLC 906430027.
- Das lyrische Werk des Damián Cornejo (1629–1707). Eine kritische Edition der Handschriften von Roncesvalles. München 1978, ISBN 3-7705-1526-9.
- Ein böhmischer Lausbub. Berlin 2011, ISBN 978-3-939721-26-0.
- Böhmische Freunde. Berlin 2013, ISBN 978-3-944836-01-0.